# Мирчук Денис Віталійович
Дени́с Віта́лійович Мирчу́к (17 серпня 1995 — 16 серпня 2014) — солдат Збройних сил України, учасник російсько-української війни.

## Життєвий шлях
Народився 1995 року в селі Радівці (Деражнянський район, Хмельницька область). Навчався в Радовецькій середній школі, полюбляв змалечку риболовлю. Добре плавав, господарював з конем, прислужував у церкві. Після закінчення 9 класів 2010 року поступив до Барського професійно-будівельного ліцею, закінчив 2013-го — муляр-монтажник залізобетонних конструкцій та електрозварювальник ручного зварювання.
З 16 вересня 2013-го служив за контрактом, навідник 80-ї окремої аеромобільної бригади. Здійснив 12 стрибків з парашутом. До зони бойових дій прибув 8 квітня 2014-го, перший бій прийняв із спецпідрозділом «Альфа» 13 квітня під Луганськом. По тому десантна рота, в якій служив Денис, висунулась до околиць Слов'янська. Брав участь у відвойовуванні блокпостів та населених пунктів від незаконних збройних формувань. На тих позиціях поблизу Слов'янська перебували до 10 червня. 13 червня у складі бригади переведений до Луганського аеропорту; охороняли аеропорт і прилеглі території. Визволяв Георгіївку, здійснили рейд і дійшли до околиць Антрациту.
Загинув під час обстрілу терористами села Красне Краснодонського району Луганської області 16 серпня 2014 року з РСЗВ «Град». Тоді ж при виході з оточення загинули Тарас Кулєба, Ігор Добровольський, Артур Лі, Владислав Муравйов, Іван Пасевич, Назар Пеприк, Олег Тюріков, Олександр Філь, Денис Часовий.
Без Дениса лишились батько Віталій Борисович, мама Тетяна Петрівна, брат й сестра Наталія, кохана дівчина Алла.
Похований в селі Радівці 20 серпня 2014 року. В останню дорогу проводили сотні земляків. Поховали Дениса з почесною вартою, оркестром та пострілами в повітря.

## Нагороди та вшанування
За особисту мужність і героїзм, виявлені у захисті державного суверенітету та територіальної цілісності України, вірність військовій присязі під час російсько-української війни, відзначений — нагороджений
- орденом «За мужність» III ступеня (14.3.2015, посмертно)
- нагрудним знаком «За оборону Луганського аеропорту» (посмертно)
- пам'ятним знаком «За воїнську доблесть».
- 16 жовтня 2015 року у селі Радівці на фасаді будівлі навчально-виховного комплексу, де навчався Денис Мирчук, йому відкрито меморіальну дошку[1].
- Його портрет розміщений на меморіалі «Стіна пам'яті полеглих за Україну» у Києві: секція 2, ряд 9, місце 29.
- Вшановується 16 серпня на щоденному ранковому церемоніалі вшанування українських захисників, які загинули цього дня у різні роки внаслідок російської збройної агресії[2]